# Epidendrum niveocaligarium
Epidendrum niveocaligarium är en orkidéart som beskrevs av Eric Hágsater. Epidendrum niveocaligarium ingår i släktet Epidendrum och familjen orkidéer.
Artens utbredningsområde är Panamá. Inga underarter finns listade i Catalogue of Life.